# Adam Antoni Kryński
Adam Antoni Kryński (n. 19 mai 1844, Łuków - d. 10 decembrie 1932) a fost un lingvist polonez, profesor la Universitatea din Varșovia și Lvov.
Kryński a urmat școala generală în Varșovia; din anul 1862 a studiat la Școala Superioară secția matematică-fizică, apoi filologie-istorie. Și-a luat licența în 1869 după scrierea lucrării „Despre sunetele nazale în limbile slave” (tipărită în 1870). Din anul 1871 până în anul 1891 a fost profesor de limbi antice și străine la școala generală II în Varșovia. În 1874 s-a mutat la Leipzig, unde a studiat cu G. Curtius și Leskien; între timp „Scrisori din Germania” sunt editate și apărute în „Îngrijitorul” (1874-1875). În 1875 a devenit membru al Comisiei Lingvistice a Academiei de Artă și Științe din Cracovia, iar în 1889 membru corespondent al Academiei.

## Lucrări
- Despre diferențierea nejustificată a genului neutru la masculin în declinarea adjectivelor (1872)
- Explicații referitoare la disertația lui W. Makuszew (despre presupusa influență rusă în scrierile din polona veche, Varșovia, 1879)
- Despre limba lui Wojciech Oczo (1881)
- Partiția gramaticii istorico-comparative a lui Malecki (1880)
- Despre pronunțarea limbii polone (1882)
- Dialectul local din Zakopane (Cracovia,1883)
- Psaltierul lui Jan Kochanowski (cu explicații, în editarea comemorativă a operelor acestui poet 1884)
- Statusul Ordinului Skrodzki al legii apiculturii din 1616 (Cracovia,1885)
- Dicționarul expresiilor în Ordin, legea apiculturii (Cracovia,1886)
- Gramatica limbii poloneze (Varșovia,1897)
- Pronunțarea poloneză

În 1874 a început să editeze în Varșovia „Opere filologice” împreună cu Baudouin de Courtenay, Jan Karlowicz și L. Malinowski. În această perioadă a mai publicat:
- Roman despre papa Urban din 1514
- Revizuirea bibliografică a lucrărilor stiințifice despre limba polonă (cu K. Appel)
- Despre timpul aorist în limba polonă
- Formele peculiare ale adverbelor
- Voci în opera lui B. Opecia din 1522 „Viața Domnului Isus Hristos”
- Viața sf. Eupraxia din 1524
- Lămuriri referitoare la câteva întrebări din domeniul pronunțării
- Din istoria expresiilor
- Despre declinarea poloneză (în Revizia pedagogică 1887/8)
- Limba polonă ( 1899 în Manualul pentru autodidactici)
- Un șir de articole din opera lingvistică în Marea Enciclopedie Ilustrată

Kryński a fost de asemenea unul dintre redactorii Dicționarului de limbă polonă și autorul a numeroase biografii ale lingviștilor.
1. ↑  Autoritatea BnF, accesat în 10 octombrie 2015
2. ↑  CONOR.SI[*] Verificați valoarea |titlelink= (ajutor)